# Aptostichus atomarius
Aptostichus atomarius är en spindelart som beskrevs av Simon 1891. Aptostichus atomarius ingår i släktet Aptostichus och familjen Cyrtaucheniidae. Inga underarter finns listade i Catalogue of Life.